# Laussou
Laussou é uma comuna francesa na região administrativa da Nova Aquitânia, no departamento Lot-et-Garonne. Estende-se por uma área de 17 km². Em 2010 a comuna tinha 296 habitantes (densidade: 17,4 hab./km²).